# لياندرو زاريت
لياندرو زاريت (بالإسبانية: Leandro Zárate)‏ هو لاعب كرة قدم أرجنتيني، ولد في 31 مارس 1984 في قرطبة في الأرجنتين. لعب مع أتليتيكو توكومان وأرجنتينوس جونيورز وانيستتوتو وبوتافوغو ريغاتاس وديفنسا خوستيكا ونادي بين أور ويونيون دي سانتا في.

## وصلات خارجية
- لياندرو زاريت على موقع إي إس بي إن إف سي (الإنجليزية)
- لياندرو زاريت على موقع قاعدة بيانات كرة القدم.إي يو (الإنجليزية)
- لياندرو زاريت على موقع Soccerway.com (الإنجليزية)